# Душан Стоїнович
Душан Стоїнович (словен. Dušan Stojinović, нар. 26 серпня 2000, Любляна, Словенія) — словенський футболіст, центральний захисник польської «Ягеллонії».

## Ігрова кар'єра

### Клубна
Душан Стоїнович є вихованцем футбольної академії клубу «Браво». Єдину гру в основі футболіст провів у жовтні 2017 року.
У лютому 2018 року як вільний агент Стоїнович перейшов до клубу «Целє» і вже 25 лютого дебютував у чемпіонаті Словенії. Влітку 2019 року захисник підписав з клубом перший професійний контракт. У сезоні 2019/20 своєю грою Стоїнович допоміг клубу виграти титул чемпіона Словенії.
Влітку 2021 року Стоїнович на правах оренди приєднався до російського клубу «Хімки». Та вже у лютому 2022 року повернувся до «Целє».  На початку 2023 року футболіст перейшов до польської «Ягеллонії». Першу гру в Екстракласі Стоїнович провів 11 лютого, коли вийшов з перших хвилин на матч проти «Погоні».

### Збірна
У 2021 році у складі молодіжної збірної Словенії Душан Стоїнович взяв участь у домашньому молодіжному Євро. На турнірі захисник зіграв одну гру проти однолітків з Італії.

## Титули та досягнення
Целє
- Чемпіон Словенії: 2019/20

Ягеллонія
- Володар Суперкубка Польщі: 2024